# Шинтасов, Салим
Салим Шинтасов — советский хозяйственный, государственный и политический деятель.

## Биография
Родился в 1915 году в ауле № 15. Член КПСС.
С 1933 года — на хозяйственной, общественной и политической работе. В 1933—1978 гг. — статистик Госплана КАССР, помощник заместителя наркома земледелия КАССР, помощник уполномоченного КПК при ЦК ВКП(б) по КАССР, начальник АХО Госплана КАССР, помощник наркома земледелия Казахской ССР, красноармеец, участник Великой Отечественной войны (1939-42 гг.); ответственный секретарь, заместитель, первый заместитель председателя Актюбинского горисполкома, начальник отдела кадров
Актюбинского завода ферросплавов, заместитель председателя Степного райисполкома, председатель колхоза, заведующий райсельхозотделом, заместитель, первый заместитель начальника Актюбинского облсельхозуправления, председатель Мартукского райисполкома, первый секретарь Мартукского райкома КП Казахстана, первый секретарь Октябрьского райкома КП Казахстана.
Умер в 2000 году.